# Бил Вајман
Бил Вајман (енгл. Bill Wyman; Лондон, Уједињено Краљевство, 24. октобар 1936), рођен као Вилијам Џорџ Перкс Млађи (енгл. William George Perks Jr.), енглески је музичар, аутор песама, музички продуцент, филмски продуцент и фотограф. Био је басиста групе Ролингстонси од краја 1962. до 1993. године. Заменио га је Дарил Џоунс, али не као члан бенда, већ као члан пратеће поставе. По одласку из Ролингстонса Вајман је основао бенд Bill Wyman's Rhythm Kings. Објавио је и књигу Stone Alone и отворио ресторан Sticky Fingers, а бави се још и фотографијом и археологијом.